# ニキ航空

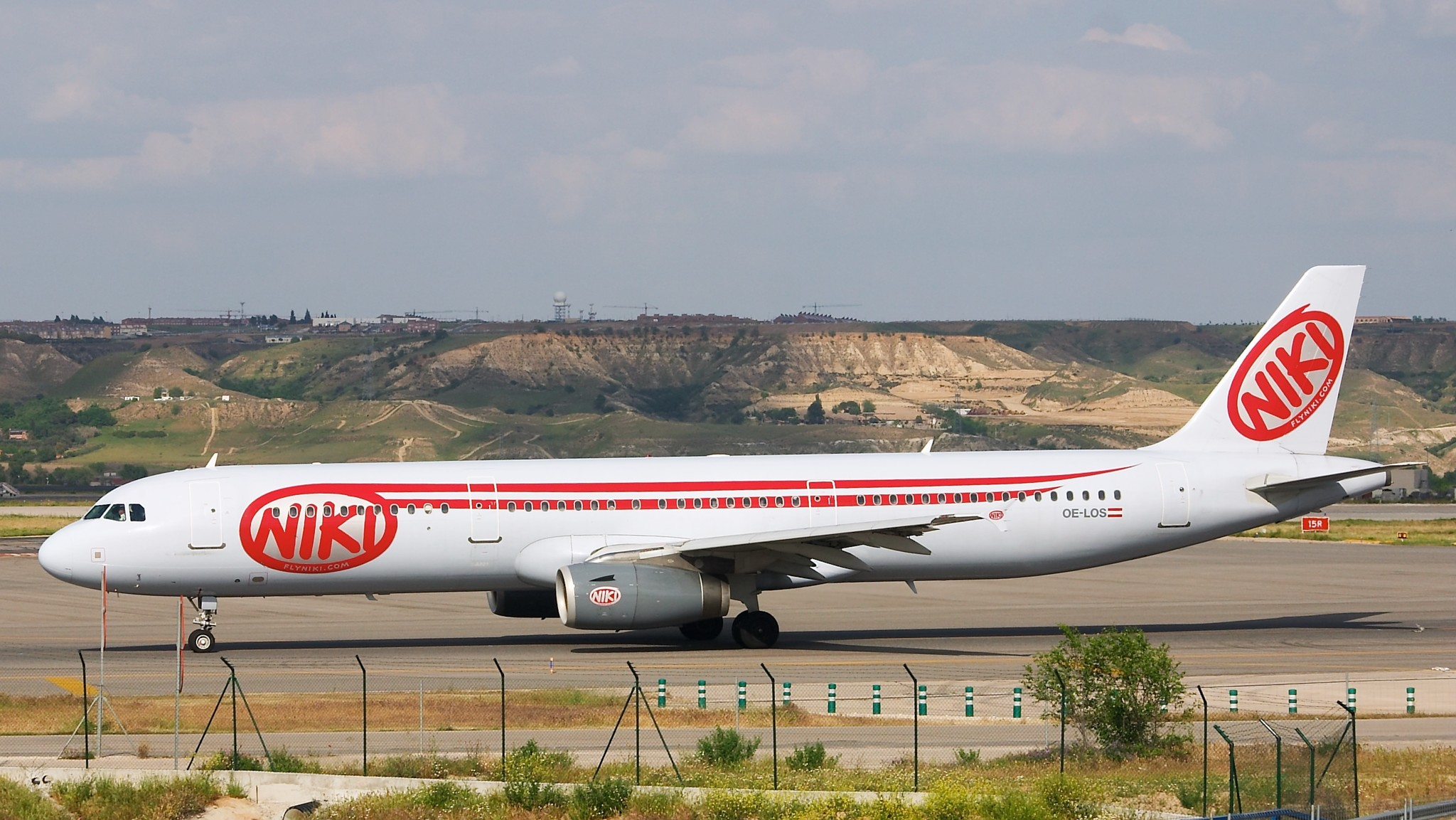
ニキ航空の A321-231

ニキ航空 (NIKI Luftfahrt GmbH) とは、オーストリアのウィーン国際空港に拠点を置いていた、国際線格安航空会社である。創業者は往年の名F1ドライバーであるニキ・ラウダである。

## 概略
ニキ･ラウダはかつて、自らの苗字をつけたラウダ航空を経営していたが、機体の欠陥による墜落事故（ラウダ航空004便墜落事故）をきっかけにラウダ航空は経営難に陥り、オーストリア航空に2000年11月に経営権を譲渡した。
その後航空業界に再参入するために2003年、ドイツのアエロ・ロイド航空のオーストリア子会社、アエロ・ロイド・オーストリア（Aero Lloyd Austria）を買収し、自らのファーストネームをつけた「ニキ航空」を設立した。
資本に関しては、ラウダと共にエア・ベルリンが24％を設立時に出資し、後にエア・ベルリンの出資比率は49.9％へ引き上げられている。経営方針に関してはエア･ベルリンと同様に「低価格かつ高品質のサービス」を売りにしている。
航空券の座席予約システム（CRS）は、エア・ベルリンと同じく、アマデウスITグループが運営するアマデウスを利用していた。
2010年7月にエア・ベルリンがワンワールドへ加盟する方針を表明したことに伴い、ニキ航空も2012年3月20日より同社のアフィリエイトメンバーとしてワンワールドに加盟した。2015年6月14日より、エティハド航空とのコードシェア便でアブダビ経由ウィーン＝成田線と、アブダビ・北京経由ウィーン＝中部線に就航している。
2016年にはドイツの旅行会社で、傘下に複数の航空会社を持つトゥイ・グループとの間で、ニキ航空を母体とするレジャー航空会社を設立する事を計画していたが、2017年6月にこれを断念した。
2017年8月15日、提携関係にあったエティハド航空からの支援打ち切りに伴いエア・ベルリンが破産手続きを開始したが、ニキ航空はエア・ベルリン共々運航が継続された。なお、エア・ベルリンは同年10月27日に運航を停止している。
2017年10月13日、ルフトハンザ航空はエア・ベルリングループとの交渉を経て、ニキ航空とLGWの買収契約の締結を発表。買収する2社はユーロウイングスに吸収し、急速に成長を進める新ブランドの運航規模を拡大する方針であった。しかし欧州委員会が競争環境への懸念を示した事で買収をあきらめたため、ニキ航空は同年12月14日に運航を停止した。
2017年12月29日には、インターナショナル・エアラインズ・グループがニキ航空の資産を購入し、傘下のブエリング航空が設立する子会社で運航する方針を発表したが、交渉が不調に終わり、2018年1月に創業者のラウダがトーマス・クック・グループなどと組む形で同社を買い戻した。ラウダは2016年に別のビジネスジェット運営会社を買収、「Laudamotion」のブランド名で経営を行っていたことから、ニキ航空の資産を同社に移管し、2018年3月より「Laudamotion」ブランドで一部路線の運行を再開したが、実際の運行業務はトーマス・クック・グループのコンドル航空に委託された。
なおラウダは、同月にLaudamotionの株式の大半をライアンエアーに売却したため、コンドル航空との契約は早くも同年4月に終了し、以後はライアンエアーとパートナーシップを組んでいる。

## 保有機材
2017年4月現在、保有機材は以下の通りである。
- エアバスA321-200型機 17機
- ボーイング737-700型機 5機
- ボーイング737-800型機 9機

### 過去に運航していた機材

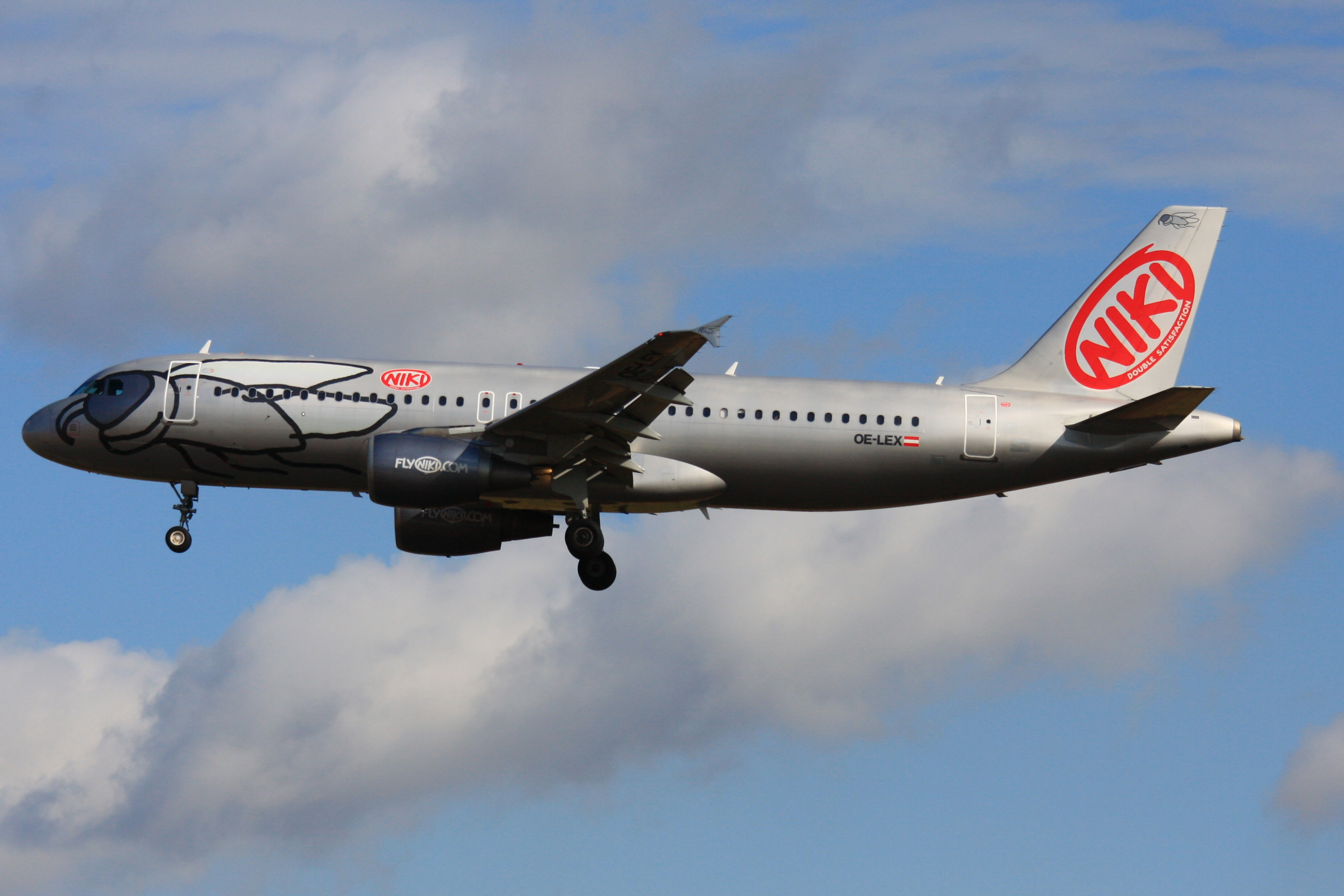
ニキ航空の A320-200

- エアバスA320-200
- エンブラエル190